# Глухие согласные
Глухие согласные — тип согласных, произносимых без вибрации гортани. Глухота — тип фонации, наряду со звонкостью и состоянием гортани.
В Международном фонетическом алфавите имеются различные буквы для звонких и глухих согласных: [p b], [t d], [k ɡ], [q ɢ], [f v], [s z]. Кроме того, для более тонкой дифференциации используются диакритические знаки (кружок снизу и кружок сверху), которые присоединяются к буквам звонких согласных и гласных: [ḁ], [n̥], [ŋ̊].

## Глухие гласные и сонорные согласные
Сонанты или сонорные согласные, аналогично гласным и носовым согласным, в большинстве языков мира произносятся в голос. В некоторых языках сонанты могут быть глухими, обычно в аллофонах. Например, в японском языке слово сукияки произносится [su̥kijaki], что звучит похоже на [skijaki], но губы артикулируют звук «у». В русском языке примером глухого сонанта может быть слово «театр»: «р» в конце слова претерпевает оглушение.
Сонанты могут быть приглушёнными, не только глухими. В тибетском языке имеется глухой звук /l̥/ (например, в слове «Лхаса»), напоминающий валлийский глухой альвеолярный латеральный спирант /ɬ/, противопоставляющийся звонкому /l/. В валлийском противопоставляются несколько глухих сонантов: /m, m̥/, /n, n̥/, /ŋ, ŋ̊/ и /r, r̥/, последний записывается сочетанием «rh».
В мокшанском существуют глухой палатальный аппроксимант /j̊/ (записывающийся кириллицей как йх), /l̥/ (лх), /r̥/ (рх). Последние два звука имеют также палатализованные варианты /lʲ̥/ (льх) и /rʲ̥/ (рьх). В кильдинском саамском также существует звук /j̊/ (ҋ).
С другой стороны, хотя имеются свидетельства о наблюдении глухих гласных, они не проверялись.

## Недостаточная звонкость шумных согласных
Многие языки противопоставляют глухие и звонкие обструенты (взрывные, аффрикаты и фрикативы). Это особенно характерно для всех дравидийских и австралийских языков, но встречается повсеместно: в севернокитайском, корейском, финском и полинезийских. В гавайском имеется /p/ и /k/, но отсутствуют /b/ и /ɡ/. Во многих языках (но не в полинезийских) шумные согласные произносятся звонко в звонком окружении, например, между гласными, и глухо в остальных случаях: в начале слова и так далее. Обычно такие звуки транскрибируются с помощью букв для глухих согласных, хотя для некоторых австралийских языков используются звонкие буквы.
В некоторых языках при произнесении «придыхательных» звуков голосовые связки активно открываются, чтобы пропустить поток неозвончённого воздуха. Это явление носит название «придыхательной фонации» (breathed phonation). В других языках, в частности, австралийских, звонкость снижается при произношении взрывных согласных (другие типы шумных в австралийских языках почти не встречаются), потому что поток воздуха не может выдержать озвончение; голосовые связки открываются пассивно. Соответственно, полинезийские шумные звучат дольше австралийских, они редко звонкие, а австралийские шумные всегда имеют звонкую реализацию. В Юго-Восточной Азии звонкие шумные согласные оглушаются на конце слова. Имеются данные, что на самом деле эти согласные имеют «придыхательную фонацию».